# Quintus Petiedius Gallus
Quintus Petiedius Gallus war ein im 2. Jahrhundert n. Chr. lebender römischer Politiker.
Durch Militärdiplome, die z. T. auf den 26. Oktober und den 24. Dezember 153 datiert sind, ist belegt, dass Gallus 153 zusammen mit Gaius Catius Marcellus Suffektkonsul war; die beiden übten dieses Amt im letzten Nundinium des Jahres aus.